# Condado de Kinney
O Condado de Kinney é um dos 254 condados do estado norte-americano do Texas. A sede do condado é Brackettville, e sua maior cidade é Brackettville.
O condado possui uma área de 3 536 km² (dos quais 5 km² estão cobertos por água), uma população de 3 379 habitantes, e uma densidade populacional de 1 hab/km² (segundo o censo nacional de 2000).
O condado foi criado em 1850.